# 수요충격
수요충격(demand shock)이란 재화나 서비스의 수요가 일시적으로 급격하게 증가하거나 감소하는 것을 말한다.
긍정적인 수요충격은 수요를 증가시키고 부정적인 수요충격은 수요를 감소시킨다. 재화와 서비스의 가격은 두 상황에서 모두 영향을 받는다. 재화나 서비스의 수요가 증가하면 그 가격은 일반적으로 증가하는데, 이는 수요곡선이 오른쪽으로 이동하기 때문이다. 반대로, 수요가 감소하면 그 가격은 일반적으로 감소하게 되는데, 이는 수요곡선이 왼쪽으로 이동하기 때문이다. 수요충격은 세율, 통화량, 정부지출 등의 변화에서 기인한다. 예를 들면, 납세자들은 세금 감면 후 정부에 대해 지불해야할 빚이 줄어들기 때문에 개인적으로 지출할 수 있는 돈이 더 많아지게 된다. 납세자들이 그 돈으로 재화와 서비스를 구매하면, 그 가격이 상승하게 된다.

## 같이 보기
- 공급충격